# Regina Paciskapel (Haelen)
De Regina Paciskapel is een kapel in Haelen in de Nederlandse gemeente Leudal. De kapel staat aan de Roermondseweg bij nummer 74 in het buitengebied ten zuidoosten van het dorp, niet ver van de voormalige Maascentrale.
De kapel is gewijd aan de heilige Maria, specifiek aan de Koningin van de Vrede.

## Geschiedenis
Op 15 mei 1956 werd de eerste steen van de kapel gelegd.

## Gebouw
De gelige bakstenen kapel heeft aan de achterzijde een halfronde apsis en wordt gedekt door een zadeldak met leien. In de beide zijgevels is elk een groot ovaal venster met glas-in-lood geplaatst die aan vier kanten met hardstenen geaccentueerd worden. In de linker zijgevel is een hardstenen gevelsteen aangebracht met daarin de tekst:

EERSTE STEEN GELEGD
OP 15 MEI 1956
DOOR
MEVR. W. GELISSEN-ROOS.

Boven in de frontgevel is een blauw geschilderde ovale nis aangebracht mer daarin de tekst Regina Pacis OPN (OPN = Ora Pro Nobis = bid voor ons). In de frontgevel bevindt zich de rondboogvormige toegang van de kapel, geaccentueerd door blokken hardsteen, en wordt afgesloten door een dubbele smeedijzeren deur met glas. Nast de ingang hangt een luidklok aan de gevel.
Van binnen is de kapel uitgevoerd in gelige bakstenen. In de apsis is een natuurstenen altaar geplaatst met daarop het Mariabeeld. Het beeld toont de gekroonde heilige, terwijl zij op haar linkerarm het kindje Jezus draagt.